# Petrogale herberti
Petrogale herberti là một loài động vật có vú trong họ Macropodidae, bộ Hai răng cửa. Loài này được Thomas mô tả năm 1926.